# Al-Masmiyah (nahija)
Nahija Al-Masmiyah (ar. ناحية المسمية) je nahija u okrugu Al-Sanamayn, u sirijskoj pokrajini Daraa. Po popisu iz 2004. (prije rata), nahija je imala 8.773 stanovnika. Administrativno sjedište je u naselju Al-Masmiyah.